# Associazione Sportiva Taranto 1937-1938
Questa pagina raccoglie i dati riguardanti l'Associazione Sportiva Taranto  nelle competizioni ufficiali della stagione 1937-1938.

## Rosa
| N. |                   | Ruolo | Calciatore            |
| -- | ----------------- | ----- | --------------------- |
|    | Italia (bandiera) | D     | Amelio Albertini      |
|    | Italia (bandiera) | A     | Antonio Bellucco      |
|    | Italia (bandiera) | A     | Oreste Benet          |
|    | Italia (bandiera) | A     | Cataldo Boccuni       |
|    | Italia (bandiera) | P     | Adolfo Bolognini      |
|    | Italia (bandiera) | C     | Cristofaro Buongiorno |
|    | Italia (bandiera) | P     | Cesare Casirago       |
|    | Italia (bandiera) | A     | Martino Castellano    |
|    | Italia (bandiera) | A     | Corrado Cavazza       |
|    | Italia (bandiera) | C     | Oreste Cioni          |
|    | Italia (bandiera) | A     | Vittorio Coccolo      |
|    | Italia (bandiera) | A     | Giordano Colaussi     |
|    | Italia (bandiera) | A     | Francesco Corradi     |
|    | Italia (bandiera) | D     | Dalò                  |
|    | Italia (bandiera) | C     | Aldo Dapas            |
|    | Italia (bandiera) | A     | Deme                  |
|    | Italia (bandiera) | D     | Bruno Gambarelli      |
|    | Italia (bandiera) | D     | Michele Giraud        |
|    | Italia (bandiera) | D     | Pietro Lavè           |

| N. |                   | Ruolo | Calciatore          |
| -- | ----------------- | ----- | ------------------- |
|    | Italia (bandiera) | D     | Giovanni Mancone    |
|    | Italia (bandiera) | C     | Antonio Martinolli  |
|    | Italia (bandiera) | D     | Alfredo Menegazzi   |
|    | Italia (bandiera) | A     | Pasquale Morea      |
|    | Italia (bandiera) | C     | Mosca               |
|    | Italia (bandiera) | A     | Giovanni Muroni     |
|    | Italia (bandiera) | A     | Camillo Orsi        |
|    | Italia (bandiera) | C     | Ferruccio Pacor     |
|    | Italia (bandiera) | C     | Salvatore Perrucci  |
|    | Italia (bandiera) | C     | Ruggero Salar       |
|    | Italia (bandiera) | P     | Guido Sellan        |
|    | Italia (bandiera) | C     | Ugo Starace         |
|    | Italia (bandiera) | C     | Angelo Strata       |
|    | Italia (bandiera) | A     | Salvatore Tomaselli |
|    | Italia (bandiera) | D     | Domenico Torelli    |
|    | Italia (bandiera) | A     | Umberto Tosi        |
|    | Italia (bandiera) | C     | Emilio Trapletti    |
|    | Italia (bandiera) | A     | Viviani             |

## Statistiche

### Statistiche di squadra
| Competizione | Punti | In casa | In casa | In casa | In casa | In casa | In casa | In trasferta | In trasferta | In trasferta | In trasferta | In trasferta | In trasferta | Totale | Totale | Totale | Totale | Totale | Totale | DR  |
| Competizione | Punti | G       | V       | N       | P       | Gf      | Gs      | G            | V            | N            | P            | Gf           | Gs           | G      | V      | N      | P      | Gf     | Gs     | DR  |
| ------------ | ----- | ------- | ------- | ------- | ------- | ------- | ------- | ------------ | ------------ | ------------ | ------------ | ------------ | ------------ | ------ | ------ | ------ | ------ | ------ | ------ | --- |
| Serie B      | 18    | 16      | 5       | 5       | 6       | 14      | 19      | 16           | 1            | 1            | 14           | 10           | 45           | 32     | 6      | 6      | 20     | 24     | 64     | -40 |
| Coppa Italia |       | 1       | 1       | 0       | 0       | 3       | 0       | 2            | 0            | 1            | 1            | 3            | 6            | 3      | 1      | 1      | 1      | 6      | 6      | 0   |
| Totale       |       | 17      | 6       | 5       | 6       | 17      | 19      | 18           | 1            | 2            | 15           | 13           | 51           | 35     | 7      | 7      | 21     | 30     | 70     | -40 |

### Statistiche dei giocatori
| Giocatore     | Serie B  | Serie B | Coppa Italia | Coppa Italia | Totale   | Totale |
| Giocatore     | Presenze | Reti    | Presenze     | Reti         | Presenze | Reti   |
| ------------- | -------- | ------- | ------------ | ------------ | -------- | ------ |
| A. Albertini  | 10       | 0       | ?            | ?            | 10+      | 0+     |
| A. Bellucco   | 2        | 1       | ?            | ?            | 2+       | 1+     |
| O. Benet      | 25       | 0       | ?            | ?            | 25+      | 0+     |
| C. Boccuni    | 18       | 2       | ?            | ?            | 18+      | 2+     |
| A. Bolognini  | 13       | -?      | ?            | ?            | 13+      | 0+     |
| C. Buongiorno | 2        | 0       | ?            | ?            | 2+       | 0+     |
| C. Casirago   | 18       | -?      | ?            | ?            | 18+      | 0+     |
| M. Castellano | 20       | 1       | ?            | ?            | 20+      | 1+     |
| C. Cavazza    | 7        | 3       | ?            | ?            | 7+       | 3+     |
| O. Cioni      | 9        | 0       | ?            | ?            | 9+       | 0+     |
| V. Coccolo    | 7        | 4       | ?            | ?            | 7+       | 4+     |
| G. Colaussi   | 6        | 0       | ?            | ?            | 6+       | 0+     |
| L. D'Alò      | 1        | 0       | ?            | ?            | 1+       | 0+     |
| A. Dapas      | 10       | 2       | ?            | ?            | 10+      | 2+     |
| V. Demi       | 2        | 0       | ?            | ?            | 2+       | 0+     |
| B. Gambarelli | 3        | 0       | ?            | ?            | 3+       | 0+     |
| M. Giraud     | 15       | 0       | ?            | ?            | 15+      | 0+     |
| P. Lavè       | 5        | 0       | ?            | ?            | 5+       | 0+     |
| G. Mancone    | 1        | 0       | ?            | ?            | 1+       | 0+     |
| A. Martinolli | 8        | 0       | ?            | ?            | 8+       | 0+     |
| A. Menegazzi  | 1        | 0       | ?            | ?            | 1+       | 0+     |
| P. Morea      | 5        | 1       | ?            | ?            | 5+       | 1+     |
| G. Muroni     | 16       | 5       | ?            | ?            | 16+      | 5+     |
| C. Orsi       | 2        | 0       | ?            | ?            | 2+       | 0+     |
| F. Pacor      | 3        | 0       | ?            | ?            | 3+       | 0+     |
| S. Perrucci   | 32       | 1       | ?            | ?            | 32+      | 1+     |
| R. Salar      | 12       | 0       | ?            | ?            | 12+      | 0+     |
| G. Sellan     | 1        | -?      | ?            | ?            | 1+       | 0+     |
| U. Starace    | 21       | 0       | ?            | ?            | 21+      | 0+     |
| A. Strata     | 31       | 0       | ?            | ?            | 31+      | 0+     |
| S. Tomaselli  | 4        | 0       | ?            | ?            | 4+       | 0+     |
| A. Torelli    | 4        | 1       | ?            | ?            | 4+       | 1+     |
| U. Tosi       | 19       | 2       | ?            | ?            | 19+      | 2+     |
| E. Trapletti  | 1        | 0       | ?            | ?            | 1+       | 0+     |
| A. Viviani    | 18       | 1       | ?            | ?            | 18+      | 1+     |